# Joseph Hagendorens
Joseph Augustin Hagendorens, C.P. (Mariekerke, 15 april 1894 - 20 april 1976) was een Belgisch rooms-katholiek geestelijke en missiebisschop in Congo-Kinshasa.

## Carrière
Hij trad binnen bij de Congregatie van de Passionisten als pater Eusebius en werd in 1921 priester gewijd. In 1934 vertrok hij naar Belgisch-Congo en in 1936 werd het benoemd tot apostolisch prefect van Tshumbe in Oost-Kassaï (huidige provincie Sankuru). Hij werd achtereenvolgens apostolisch vicaris (1947) en bisschop van Tshumbe (1959). Hij zette zich in voor de vorming van plaatselijke priesters en religieuzen en stichtte twee diocesane congregaties, een voor mannen en een voor vrouwen. Hij richtte zich verder op de (uit)bouw en scholen en ziekenhuizen. Ook liet hij een vliegveld aanleggen in Tshumbe.
Hij was ook actief als taalkundige en bestudeerde de plaatselijke Bantoetaal Otetela. Zijn publicaties:
- Nieuw Testament in het Otetela (1940)
- Woordenboek Frans-Otetela (1943)
- Grammatica Otetela (1943)
- Woordenboek Otetela-Frans (1957)
- Spreekwoordenboek Otetela (1970)

In 1968 ging hij op emeritaat en werd opgevolgd door de inlandse priester Albert Tshmba Yungu. Hij stierf in België maar in 2020 werd zijn lichaam herbegraven in de Sainte-Mariekathedraal van Tshumbe.